# Tripp trapp trull (uttryck)
Tripp trapp trull är ett uttryck eller ramsa för att beskriva tre föremål eller varelser av likartat slag som står på rad i storleksordning. Uttrycket är belagt sedan 1700-talet, då som namnet på ett kortspel. Idag används det framförallt för att fästa uppmärksamhet på tre likartade föremål eller varelser med tydlig skillnad i storlek, som är uppradade i storleksordning. Många människor har en tydlig bild av riktningen på storleksföljden, men trots att uttrycket är väletablerat finns ingen konsensus om ordningen är fallande eller ökande (om Tripp eller Trull är störst). Svenska Akademiens ordlista anger avtagande storlek, medan Nationalencyklopedins ordbok anger ökande storlek.